# Mart Stam
Mart Stam (né le 5 août 1899 à Purmerend aux Pays-Bas et mort le 21 février 1986 à Zurich en Suisse) est un architecte, urbaniste et créateur de chaises néerlandais. Stam était un homme de réseaux et sa carrière fut toujours au carrefour de moments importants de l’histoire de l’architecture européenne du XXe siècle, comme la conception de chaises au Bauhaus ; la Weißenhofsiedlung de Stuttgart ; la « Van Nelle Fabriek », un important monument moderniste à Rotterdam ; des bâtiments pour le projet de logements de Ernst May à Francfort ainsi qu’en Russie au sein du groupe d’idéalistes de la « brigade de May » ; jusqu’à la reconstruction de l’après-guerre en Allemagne.

## Biographie
Stam étudia à l’École royale de hautes études à Amsterdam, puis travailla comme gratteur dans un cabinet d’architecture jusqu’à la fin de 1922. À Zurich en 1923 il cofonde le magazine ABC Beiträge zum Bauen (l’abc de la contribution à la construction) avec l’architecte Hans Schmidt, Hannes Meyer, communiste suisse et futur directeur du Bauhaus et El Lissitzky.
Stam est aussi crédité comme auteur d’au moins une partie de la conception de la Van Nelle Fabriek à Rotterdam, construite entre 1926 et fin 1930 (les dates varient). Cette usine de thé et de café reste un puissant exemple de l’architecture industrielle des débuts du modernisme, récemment réhabilité en bureaux. Une querelle embarrassante à propos de la paternité du projet obligea Stam à quitter l’agence de Lendert van der Vlugt, à qui on attribue officiellement la paternité du bâtiment.
Après avoir déménagé à Berlin, Stam conçut une chaise cantilever en tubes d’acier utilisant des tuyaux à gaz et de tuyaux de raccordement standard. Ludwig Mies van der Rohe prit connaissance du travail de Stam sur la création de chaises lors de l’aménagement du Weissenhofsiedlung et en fit part à Marcel Breuer au Bauhaus. Ceci amena immédiatement les deux créateurs, aussi bien Mies que Breuer, à toute une variation sur le thème de la chaise cantilever tubulaire. À la fin des années 1920, Breuer et Stam allèrent devant les tribunaux allemands, chacun estimant être l’inventeur du principe de base de la chaise cantilever. Stam gagna, et à partir de ce moment certaines pièces spécifiques de Breuer sont erronément attribuées à Stam. Aux États-Unis, Breuer donna les droits de ses créations à Knoll, et pour cette raison il est possible de trouver des chaises identiques attribuées à Stam en Europe et à Breuer aux États-Unis.
Stam participa à la construction d’une maison dans la Weißenhofsiedlung, le projet permanent de maison développé en 1927 pour l’exposition « Die Wohnung » (l’habitat), organisée par le  Deutscher Werkbund à Stuttgart. C’est ainsi que son travail côtoya celui de Le Corbusier, de Peter Behrens, de Bruno Taut, de Hans Poelzig et de Walter Gropius, et l’exposition reçut quotidiennement 20 000 visiteurs.
En 1927 il devint un membre fondateur, avec Gerrit Rietveld et Hendrik Petrus Berlage, des CIAM.
En 1930 Stam devint un des vingt architectes et urbanistes qui, grâce à Ernst May, l’urbaniste de la ville de Francfort, partirent ensemble en URSS pour créer un chapelet de villes staliniennes dont Magnitogorsk. Faisaient partie de cette « brigade de May », l’architecte autrichienne Margarete Schütte-Lihotzky, son mari Wilhelm Schütte, et Hans Schmidt. Mart Stam fut là-bas en février 1931 pour participer au défi de construire depuis le début des maisons de travailleurs rationnelles, un effort finalement déçu par le climat, la corruption et la pauvreté des décisions architecturales prises. Stam déménagea pour diriger le chantier de Makeyvka en Ukraine en 1932 ; puis à Orsk avec son ami Hans Schmidt (encore lui) ainsi que Lotte Beese, une étudiante du Bauhaus qui deviendra sa femme ; puis à Balkhach, la ville minière soviétique exploitant le cuivre. À la suite de son refus de construire une ville dans une zone fortement polluée par le cuivre au Kazakhstan, Mart Stam et Lotte Beese furent contraints de quitter l'URSS en 1934 après s'être mariés. 
Le couple gèra ensemble un bureau d'architectes à Amsterdam, « Stam en Beese Architecten », de 1935 à 1941. Ils réalisèrent également des travaux photographiques, aménagement de magasins, publicité, décoration intérieure, rénovation et construction de meubles. Ils eurent une fille, Ariane, née en 1935.
Stam fut plus tard nommé directeur de l’Institut des Arts Industriels des Pays-Bas. De 1948 à 1952 il déménagea dans la zone d'occupation soviétique de l'Allemagne de l’après guerre avec ses projets majeurs de reconstruction. En 1948 il eut une chaire à l’Académie des Arts figuratifs de Dresde et commença à prêcher en faveur d’une structure stricte et moderne pour reconstruire la ville gravement endommagée, un plan qui fut rejeté par la grande majorité des habitants comme une « attaque suprême à l’identité de la ville », et qui aurait effacé la plupart des monuments restants de la ville. En 1950, Stam devint directeur de l’Institut supérieur des Arts à Berlin. Puis il retourna à Amsterdam en 1953, et à partir de 1966 sa troisième épouse, Olga Stam-Heller et lui se retirèrent de la vie publique en allant s’installer en Suisse.